# Disputas de nombramientos del Departamento de Seguridad Nacional de los Estados Unidos de 2019-2020

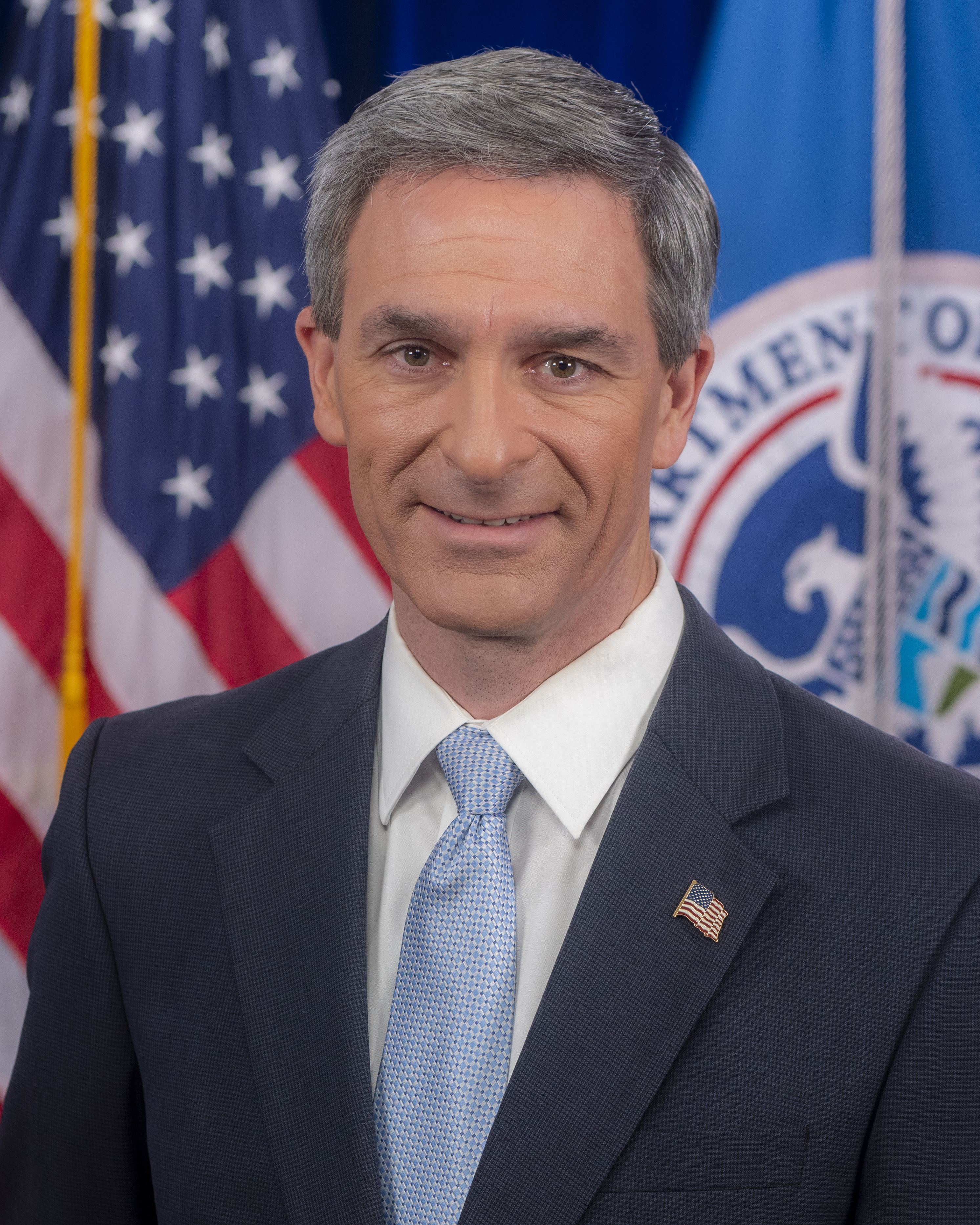
Ken Cuccinelli fue nombrado director interino del Servicio de Ciudadanía e Inmigración de los Estados Unidos en junio de 2019, y subsecretario de Seguridad Nacional interino en noviembre de 2019. El primer nombramiento fue declarado inválido por un juez federal en marzo de 2020; el segundo fue declarada inválido por la Oficina de Responsabilidad del Gobierno en agosto de 2020.

Las disputas de nombramientos del Departamento de Seguridad Nacional de los Estados Unidos de 2019-2020 se refieren a los cuestionamientos sobre la legalidad de múltiples nombramientos de funcionarios interinos en el Departamento de Seguridad Nacional de los Estados Unidos (DHS por sus siglas en inglés), sobre la base de si los nombramientos eran legales bajo la Ley Federal de Reforma de Vacantes de 1998 y la Ley de Seguridad Nacional de 2002.
Los nombramientos en disputa fueron los de Kevin McAleenan y Chad Wolf como secretario de Seguridad Nacional interino, y Ken Cuccinelli como «alto funcionario en desempeño de funciones» tanto del subsecretario de Seguridad Nacional como del director del Servicio de Ciudadanía e Inmigración de los Estados Unidos (USCIS por sus siglas en inglés). La disputa sobre los nombramientos de secretario y subsecretario se centró en el hecho de que el texto emitido de una enmienda al orden de sucesión se desvió de la intención de la entonces secretaria de Seguridad Nacional Kirstjen Nielsen, colocando a una persona diferente a la esperada como siguiente en la línea de sucesión. La disputa sobre el nombramiento de USCIS se centró en si un puesto de Director Adjunto Principal recién creado era válidamente el «primer asistente» del Director bajo la Ley Federal de Reforma de Vacantes.
El 1 de marzo de 2020, el Tribunal de Distrito de los Estados Unidos para el Distrito de Columbia dictaminó que Cuccinelli no fue designado legalmente para servir como director interino del USCIS e invalidó ciertas acciones tomadas por él; el gobierno retiró su apelación de este caso en agosto de 2020. El 14 de agosto de 2020, la Oficina de Responsabilidad del Gobierno publicó un hallazgo de que McAleenan, Wolf y Cuccinelli habían sido nombrados incorrectamente para sus cargos de secretario interino para los dos primeros y subsecretario para el último; el DHS rechazó este hallazgo.

## Antecedentes
La Ley Federal de Reforma de Vacantes de 1998 (FVRA) especificó los procedimientos para ocupar puestos vacantes, permitiendo al presidente de los Estados Unidos dirigir a una persona que se desempeña en un puesto diferente confirmado por el Senado de los Estados Unidos para que actúe como funcionario interino. La Ley de Seguridad Nacional de 2002 (HSA) estableció el Departamento de Seguridad Nacional y el cargo de Secretario de Seguridad Nacional. La línea de sucesión al Secretario se especificó a través de una serie de órdenes ejecutivas, la más reciente de las cuales fue la Orden Ejecutiva 13753 del 9 de diciembre de 2016, que especificaba la línea de sucesión cuando el Secretario había «fallecido, renunciado o no podía para desempeñar las funciones y deberes del cargo de Secretario».
La Ley de Autorización de Defensa Nacional para el año fiscal 2017, promulgada el 23 de diciembre de 2016, enmendó la HSA para crear nuevos procedimientos para especificar la línea de sucesión del Secretario como una excepción a los procedimientos de la FVRA. Específicamente, especificó que el Subsecretario de Seguridad Nacional para la Gestión debe ser el tercero en la línea del cargo de Secretario y el segundo en el cargo de Subsecretario. También permitió al Secretario, en lugar del presidente, especificar las líneas sucesivas adicionales, y no especificó un límite de tiempo para la elegibilidad de los funcionarios en funciones como lo había hecho la FVRA.
El Secretario especificó la sucesión a través de la Delegación 00106 del DHS, que pasó por una serie de revisiones. Para febrero de 2019, declaró que la Orden Ejecutiva 13753 aún se mantenía en caso de muerte, renuncia o incapacidad; y proporcionó un «Anexo A» especificando la sucesión si el Secretario «no estuviera disponible para actuar durante un desastre o emergencia catastrófica», aunque el orden de sucesión era el mismo en ambos casos.

## Nombramientos disputados

### McAleenan y Wolf como secretarios interinos
Kirstjen Nielsen se desempeñó como Secretaria de Seguridad Nacional confirmada por el Senado desde el 5 de diciembre de 2017 hasta el 10 de abril de 2019. El 9 de abril de 2019, Nielsen emitió una nueva revisión de la Delegación 00106 que actualizó el Anexo A, pero dejó la Orden Ejecutiva 13753 en su lugar en caso de fallecimiento, renuncia o incapacidad. En ese momento, el DHS se refirió al Anexo A, que tenía al Comisionado de Aduanas y Protección Fronteriza Kevin McAleenan como el siguiente en la línea de sucesión, en lugar de la Orden Ejecutiva 13753, que tenía al Director de la Agencia de Seguridad de Infraestructura y Ciberseguridad, Christopher C. Krebs, como el siguiente en la línea. Si bien Nielsen tenía la intención demostrada de colocar a McAleenan como siguiente en la línea, y un memorando del Asesor Jurídico del DHS a Nielsen contenía un lenguaje ambiguo, el texto real publicado de la Delegación 00106 enmendada colocaba sin ambigüedades a Krebs como siguiente en la línea. McAleenan se desempeñó como secretario interino, al menos en calidad de facto, desde el 11 de abril hasta el 13 de noviembre de 2019.
El 8 de noviembre de 2019, McAleenan emitió otra revisión de la Delegación 00106, que especificó el Anexo A como la línea de sucesión para todas las situaciones, y colocó al Subsecretario de Estrategia, Política y Planes en cuarto lugar en la línea para el puesto de Secretario. Tras la renuncia de McAleenan, Chad Wolf comenzó a desempeñarse de facto como secretario interino el 13 de noviembre de 2019.

### Cuccinelli como director del USCIS y subsecretario de Seguridad Nacional interinos
Ken Cuccinelli fue designado para servir en el puesto recién creado de Director Adjunto Principal del Servicio de Ciudadanía e Inmigración de los Estados Unidos (USCIS) en junio de 2019. Esto tenía la intención de convertirlo en el «primer asistente» del puesto de director, haciéndolo elegible para convertirse inmediatamente en su director interino.
El 13 de noviembre de 2019, día en que asumió el cargo, Wolf modificó el Anexo B de la Delegación 00106 especificando el orden de sucesión del Subsecretario, colocando al Subdirector Principal del Servicio de Ciudadanía e Inmigración en segundo lugar después del Subsecretario de Gestión, especificando así a Cuccinelli como alto funcionario que ejerce las funciones de subsecretario.

## Controversia

### Nombramiento al USCIS
En una carta del 18 de junio de 2019 al Secretario de Seguridad Nacional interino, los presidentes de los comités de la Cámara de Representantes de los Estados Unidos, Jerry Nadler, Elijah Cummings y Bennie Thompson alegaron que el breve nombramiento de Cuccinelli como Director Adjunto Principal se había aplicado retroactivamente, posiblemente en violación de la FVRA. El sindicato de empleados de USCIS también impugnó la legalidad del nombramiento de Cuccinelli.
En septiembre de 2019, se presentó una demanda impugnando sus directivas de asilo, en parte sobre la base de que su nombramiento era inválido. El 1 de marzo de 2020, el juez Randolph Moss del Tribunal de Distrito de los Estados Unidos para el Distrito de Columbia dictaminó que Cuccinelli no fue designado legalmente para servir como director interino, sobre la base de que la naturaleza novedosa del puesto de subdirector principal significaba que nunca había sido el «primer ayudante» de nadie. Por lo tanto, carecía de autoridad para emitir dos de las directivas impugnadas en la demanda. Debido a que el caso no se presentó como una demanda de acción colectiva, Moss «no estaba convencido» de que su alivio debería extenderse a otros solicitantes de asilo que no forman parte de la demanda original.
El 12 de agosto de 2020, el gobierno retiró su apelación en el caso.

### Nombramientos de secretarios y vicesecretarios

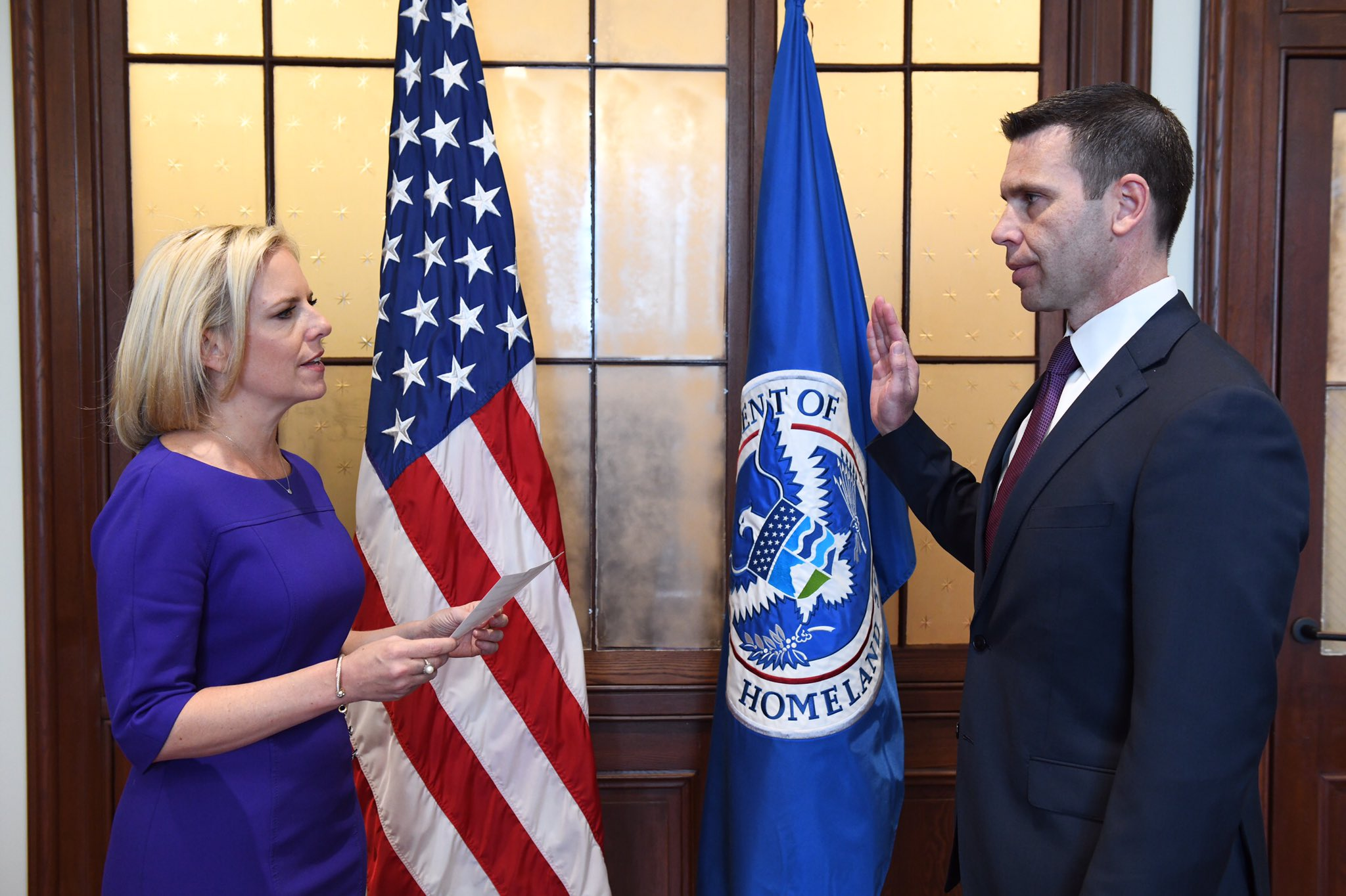
Kevin McAleenan prestando juramento como secretario interino del DHS ante Kirstjen Nielsen en abril de 2019. El DHS usó esta fotografía para argumentar que Nielsen había tenido la intención y había colocado legalmente a McAleenan como siguiente en la línea de sucesión para convertirse en secretario interino, validando los nombramientos posteriores de Wolf y Cuccinelli.

El 15 de noviembre de 2019, los demócratas de la Cámara de Representantes Bennie Thompson y Carolyn Maloney solicitaron que el contralor general de los Estados Unidos, Gene Dodaro, revisara la legalidad del nombramiento de Wolf sobre la base de que el exsecretario interino McAleenan no tenía autoridad para cambiar la línea de sucesión del Departamento, afirmando que la exsecretaria Nielsen no había colocado adecuadamente a McAleenan en primer lugar en la línea de sucesión antes de renunciar y que el cambio de McAleenan se produjo después de que expirara el límite de 210 días de su autoridad.
El 14 de agosto de 2020, la Oficina de Responsabilidad del Gobierno (GAO por sus siglas en inglés) publicó un hallazgo de que McAleenan, Wolf y Cuccinelli habían sido nombrados incorrectamente, y señaló que:
Tras la renuncia de la secretaria Kirstjen Nielsen el 10 de abril de 2019, el funcionario que asumió el título de secretaria interina no había sido designado en el orden de sucesión para servir tras la renuncia del secretario. Debido a que el funcionario incorrecto asumió el título de secretario interino en ese momento, las enmiendas posteriores al orden de sucesión realizadas por ese funcionario no fueron válidas y los funcionarios que asumieron sus cargos en virtud de tales enmiendas, incluidos Chad Wolf y Kenneth Cuccinelli, fueron nombrados por referencia a un orden de sucesión inválido.
Dodaro remitió el asunto al inspector general del Departamento de Seguridad Nacional, Joseph V. Cuffari, para que revisara las cuestiones de quién debería ocupar estos cargos, y la legalidad de otras acciones tomadas por McAleenan, Wolf y Cuccinelli. Según la línea de sucesión considerada válida por la GAO, el secretario interino a partir de agosto de 2020 sería el administrador de la Agencia Federal para el Manejo de Emergencias, Pete Gaynor. Aunque los hallazgos de la GAO no son legalmente vinculantes, se esperaba que afectaran a varios casos judiciales pendientes, incluido el caso Wolf contra Vidal, donde los demandantes habían argumentado que las reglas emitidas por McAleenan, Wolf y Cuccinelli eran nulas porque habían sido nombradas incorrectamente.
El 17 de agosto, el Asesor Jurídico interino del Departamento de Seguridad Nacional emitió una declaración en la que rechazaba el hallazgo de la GAO, diciendo que Nielsen había designado legalmente a McAleenan como secretario interino. Para sustentar esto, manifestaron el hecho de que ella lo había jurado personalmente y anunciaron en un correo electrónico público que él era el secretario en funciones entrante, como prueba de su intención. También señalaron un memorando preliminar del Asesor Jurídico del DHS a Nielsen que, a diferencia del texto de la verdadera delegación del DHS, incluía un lenguaje ambiguo. También criticaron el momento del hallazgo, señalando que GAO había tardado más de ocho meses en emitir el hallazgo y lo había publicado solo 80 días antes de las elecciones presidenciales de Estados Unidos de 2020, y afirmó que la validez del nombramiento estaba fuera de la jurisdicción de la GAO porque se hizo conforme a la HSA y no a la FVRA.
El 21 de agosto, GAO se negó a retractarse o enmendar sus hallazgos, diciendo que el DHS no había proporcionado ninguna evidencia de errores materiales de hecho o de derecho en el hallazgo, y que todos sus puntos ya habían sido considerados en el hallazgo.
El 25 de agosto, el presidente Trump anunció que nominaría a Wolf para que el Senado lo confirmara como secretario de Seguridad Nacional permanente.